# Angus Gunn
Angus Fraser James Gunn (Norwich, Inglaterra, 22 de enero de 1996), conocido deportivamente como Angus Gunn, es un futbolista británico que juega como portero en el Nottingham Forest F. C. de la Premier League.

## Trayectoria
Gunn comenzó su carrera en el Norwich City, antes de mudarse al Manchester City en 2011. Firmó un contrato profesional de tres años en junio de 2013. Fue convocado, permaneciendo en el banquillo de suplentes, en varias ocasiones a lo largo de la temporada 2016-17, pero no jugó en el Manchester City esa temporada. 
Para la temporada 2017-18, Gunn fue prestado al Norwich City. Hizo su debut en el primer equipo del primer partido de Norwich de la temporada en campo del Fulham. Obtuvo su primer juego limpio en el fútbol profesional el 16 de agosto de 2017, en una victoria local de 2-0 sobre el Queens Park Rangers en Carrow Road.
El 10 de julio de 2018 fue traspasado al Southampton F. C. Este lo cedió al Stoke City F. C. en octubre de 2020, y posteriormente lo vendió al Norwich City F. C. en junio de 2021. Esta segunda etapa en el club duró cuatro años y se marchó al expirar su contrato al término de la temporada 2024-25. En agosto, para la siguiente, se unió al Nottingham Forest F. C.

## Selección nacional
Representó a Inglaterra en categorías inferiores, pero en marzo de 2023 optó por jugar con Escocia en categoría absoluta y fue convocado para los partidos de clasificación para la Eurocopa 2024 contra Chipre y España. Debutó el día 25 saliendo de titular en el encuentro ante los chipriotas.

### Participaciones en Eurocopas
| Copa          | Sede     | Resultado    | Partidos | Goles |
| ------------- | -------- | ------------ | -------- | ----- |
| Eurocopa 2024 | Alemania | Primera fase | 3        | 0     |

## Clubes
| Club                        | País       | Año       |
| --------------------------- | ---------- | --------- |
| Manchester City F. C.       | Inglaterra | 2016-2018 |
| Norwich City F. C. (cedido) | Inglaterra | 2017-2018 |
| Southampton F. C.           | Inglaterra | 2018-2021 |
| Stoke City F. C. (cedido)   | Inglaterra | 2020-2021 |
| Norwich City F. C.          | Inglaterra | 2021-2025 |
| Nottingham Forest F. C.     | Inglaterra | 2025-     |

## Vida privada
Gunn nació en Norwich, Norfolk, es hijo del exportero y mánager del Norwich City Bryan Gunn y de la artista Susan Gunn. Su padre es originario de Caithness en el extremo norte de Escocia.